# Romániai magyar énekeskönyvek
Énekeskönyv az énekoktatást szolgáló tankönyv, iskolai segédeszközként használható dalgyűjtemény, népdal vagy  egyházi énekeket tartalmazó könyv.  Jelen szócikkünk a romániai magyarság körében használatos énekeskönyveket veszi számba 1919-1980 közötti években.

## Az első világháború között
Az első tankönyvnek szánt hazai magyar énekeskönyv az első világháború után Sztojka Anna szerkesztésében jelent meg négy kötetben (Elméleti és gyakorlati énekeskönyv a középiskolák első, második, harmadik és negyedik osztálya számára, Arad, 1923-24). Az első rész kottapéldákkal szemléltetett zeneelmélet a hivatalosan előírt tananyag szerint, a második rész Dalok és énekek címen egy- és többszólamú műveket foglal magában. A régi tankönyvekből átvett kevésbé értékes anyag mellett feltűnnek népdalfeldolgozások és klasszikus értékű kis darabok is.
Dalok az iskolának címen Veress Gábor nagyenyedi tanítóképző intézeti tanár nyomatott ki Kolozsvárt 1927-ben önálló kötetet elemi iskolák, valamint tanítóképzők és gimnáziumok alsó osztályai számára. Népdalokat, indulókat, klasszikus értékű műdalokat, hazafias és egyházi énekeket vett fel gyűjteményébe, két- és háromszólamú feldolgozásban.
1938-ban Kotsis M. Cecília tankönyvei jelentek meg Kolozsvárt, ugyancsak a középiskola négy alsó osztálya számára: a hivatalos énekek mellett zenei ismereteket, hallás után tanítandó énekeket, gyakorlatokat, kánonokat, népdalokat, népdalelemzést és gondosan válogatott 2-4 szólamú kórusokat tartalmaznak, változatosan felépítve.
1939-ben látott napvilágot Domokos Pál Péter Énekeskönyv c. öt kis kötete, ezek felölelik az elemi iskola külön-külön I-IV. s együtt az V-VII. osztályait. Saját gyűjtésből vagy másokéból vett magyar és román népdalok, kánonok, egyházi énekek, népdalfeldolgozások alkotják a kötet anyagát.

## A II. világháború után
A második világháború után elsőként Forrai Gregória tankönyvét engedélyezte a minisztérium (1947), majd Nagy István állított össze egységes tankönyveket Szász Károly közreműködésével az elemi iskolák V-VII. osztálya, Jagamas János pedig a VIII. osztálya számára (1949). Ezek a rendelkezésre álló szűk keretet az énekgyakorlatok kivételével magyar népi anyaggal töltik ki, szemléltetve a román, orosz, ukrán, cseh, szerb folklórt is; bennük a himnuszok, munkásmozgalmi dalok mellett kánonokat, népdalfeldolgozásokat, klasszikus kis műveket találunk. A VIII. osztályos tankönyv a magyar és román népzenét ismerteti 70 dallampéldával.
Gazdagabb anyaggal jelenhetett meg az V-VIII. osztály tankönyve másfél évtized múltán, Guttman Mihály, Guttmanné Takács Gabriella, Péter Loránd, Márkos Albert és Csalah György szerkesztésében (1964); az elméleti anyagot bő magyar, román, orosz, ukrán, lengyel, német, szlovák, francia, kínai népdalanyag s klasszikus darabok mellett főleg kortárs szerzők dalai szemléltetik. A zenei írás-olvasás elsajátításának szem előtt tartásával újabb tankönyvsorozat indult Kovácsné Gábor Aranka (1965, 1973, 1974), Szabó M. Klára (1966), Guttman Gabriella (1972), Márkos Albert (1972), Maxim Éva (1973, 1974) és Verestóy Ilona (1974) szerkesztésében.
Az egyre népszerűbb Kodály-kóruskultúra hatására kialakult a tankönyvirodalomban a hazai magyar népdalforrásokat szerencsésen hasznosító új énekeskönyvtípus. Szabó M. Klárának az I-IV. osztály számára kiadott utolsó énekeskönyvét (Dalolj velünk, 1972) Nagy István karvezető, a kolozsvári Gheorghe Dima Zeneakadémia tanára így vezette be: "Zenei műveltségünk jövőjét nem a zenei intézményeink, hanem általános iskoláink alapozzák meg." Hasonló meggondolásra épül Guttman Gabriella, Márkos Albert, Verestóy Ilona és Nagy Katalin III-V. osztályos Ének – zene c. új tankönyve (1972).
A zenepedagógia új irányzatának következetes lépése a Selmeczi Marcella összeállította Csiga-biga palota (1971) s az ugyancsak szerkesztésében megjelent Szedem szép virágom c. játékoskönyv (1972). Az általános iskolák IX-X. osztálya és a IX-XII. líceumi osztály újabban románból fordított tankönyveket használ Almási István, Banner Mária, Pinczés Olga, Selmeczi Marcella, Szenik Ilona, Szilágyi Anna, Visky Edit és Zsizsmann Ilona átdolgozásában.
A tankönyveket hasznosan egészítik ki az énekoktatási célból összeállított dalgyűjtemények. Erdei virágok a címe egy ilyen összeállításnak az Erdélyi Iskola kiadásában (Kolozsvár, 1939); a II. világháború után Szabó M. Klára, Péter Loránd és Benkő András szerkesztett népdalokat, kánonokat, alkalmi dalokat és kisebb feldolgozásokat tartalmazó kötetet (Énekgyűjtemény, 1959) az elemi iskola I-IV. osztálya számára.
Az V-XII. osztályok számára szolgál Szász Károly és Birtalan József Szállj, szépszavú dal címen szerkesztett kórusgyűjteménye (1972), s ebben Bartók, Kodály, Bárdos Lajos és Szőnyi Erzsébet zeneművei mellett hazai magyar szerzők, így Birtalan József, Csíky Boldizsár, Jagamas János, Márkos Albert, Szabó Csaba, Szalay Miklós, Terényi Ede, Zoltán Aladár műveihez jutnak hozzá a fiatalok. A népi szövegeken kívül Weöres Sándor dallamosan csengő verssorait is bemutatja a kötet. Az iskolai év eseményeit követik Zoltán Aladár Zboară, cîntec! Szállj, dal! c. kiadványának román szöveggel is ellátott, mélyen a zenei anyanyelvben gyökerező magyar gyermekkórusai (1972).
A maga zenei és irodalmi értékeivel különálló énekeskönyv Szilágyi Domokos és Vermesy Péter Pimpimpáré c. kötete (1976): a nép- és műzene eredményeit szerencsésen gyümölcsöztetve egy- és többszólamú dalokat, hangszerkíséretes énekeket szán gyermekeknek, s függelékében a tudatos zenélést segíti elő.
Az egyházi énekeskönyvek a különböző romániai egyházak kiadásában 1920-tól napjainkig jelennek meg. Katolikus egyházi énekeket Járosy Dezső Temesvárt (1920), Baka János Gyergyószentmiklóson (1921) és Gyulafehérvárt (1924), Lakner Antal Nagybányán (1922) és Kolozsvárt (1926), Tersztyánszky Sándor Brassóban (1922), Tárkányi B. József Nagyváradon (1923), Búzás János Csíkszeredában (1926), Antalffy Károly Kézdivásárhelyen (1926), Földes Zoltán Kolozsvárt (1928), Csonth Ignác Szatmáron (1929), Veress Ernő Kolozsvárt (1938) és Temesváron (1941) jelentetett meg. Utolsó az 1968-as jóváhagyással megjelent, dallam nélküli katolikus énekeskönyv.
A reformátusok egyházkerületenként adtak ki énekeskönyvet: a kolozsvári református egyházkerület 1923-as hivatalos énekeskönyvét 1969-ben nyomtatták ki újra, a nagyváradinak 1925-től három kiadása jelent meg. Megemlítendők Vasváry Béla kottás-szöveges feldolgozásai (32 vallásos karének református egyházi énekkarok számára, Kolozsvár, 1926), s Bereczky Sándor összeállításában félszáz régi magyar protestáns ének is megjelent (A mi énekeink, Kolozsvár, 1943).
Az unitárius egyház 1924-es énekeskönyve 1957-ben a 8. kiadásig jutott el, s az ugyancsak 1924-ben megjelent első romániai magyar lutheránus énekeskönyvek sorozatában az 1969-es kiadás a legújabb.